# Eintracht Zürich

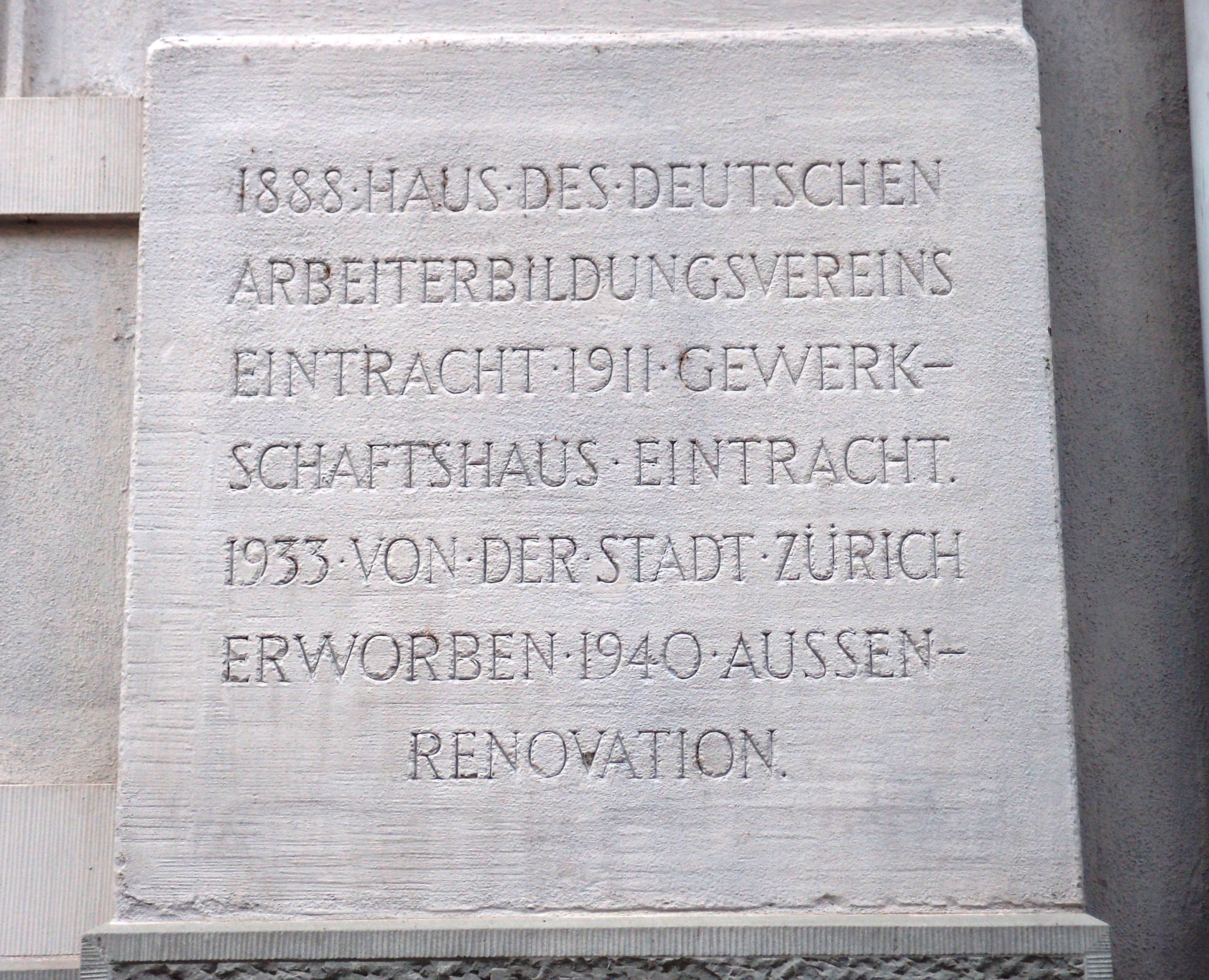
Tafel am ehemaligen Haus des deutschen Arbeiterbildungsvereins Eintracht in Zürich, Neumarkt 5. Heute befindet sich das Theater am Neumarkt in diesem Haus.

Der deutsche Arbeiterverein Eintracht Zürich war ein Arbeiterbildungsverein in der Stadt Zürich, der zwischen 1840 und 1916 bestand.

## Ursprünge
In Folge der Repression der 1830er-Jahre gegen politisch organisierte Gruppen und Vereine im Deutschen Bund emigrierte eine Vielzahl Deutscher in die angrenzenden Staaten. Neben Paris, dem Zentrum der politischen Auswanderer, waren Belgien, England und die Schweiz beliebte Auswanderungsziele. Zudem bestand eine bis ins 14. Jahrhundert zurückgehende Tradition der grenzüberschreitenden Wanderung der deutschen Handwerkerschaft. Die deutschen Gesellen übten die sogenannte Walz häufig aufgrund von hohem Bedarf nach Fachkräften und den vergleichsweise hohen Löhnen in eidgenössischen Gebieten aus. Zudem beeinflusste in dieser Zeit der Geheimbund Junges Deutschland in beachtlichem Ausmass die Politisierung der deutschen Handwerker in der Schweiz.

## Geschichte
Der Arbeiterverein wurde 1840 als Gesangsverein von deutschen Handwerksburschen gegründet und 1842 zum Lese- und Bildungsverein weiterentwickelt. Er bot seinen Mitgliedern neben Gesangs- und Bildungsmöglichkeiten zahlreiche weitere Angebote, wie eine Krankenkasse, eine Speisegenossenschaft, zahlreiche Vergünstigungen in assoziierten Geschäften, einen Tanz- und Turnverein sowie einen dramatischen Klub. In seiner Gründungszeit war die «Eintracht» ideologisch stark vom zweiten Jungen Deutschland beeinflusst. Neben philosophischen Fragen setzten sich die Mitglieder der «Eintracht» ab Mitte der 1840er Jahre auch verstärkt mit politischen und sozialen Tagesfragen auseinander.
Zwischen 1850 und dem Erlass des Sozialistengesetzes im Deutschen Kaiserreich im Jahr 1878 entwickelte sich die «Eintracht» von einem Arbeiterbildungsverein mit bürgerlich-liberaler Programmatik immer mehr zu einer sich am marxistischen Internationalismus orientierenden Bewegung, die sich als Auslandsorganisation der Sozialistischen Arbeiterpartei Deutschlands (SAP) verstand. Ab 1879 wurde von Mitgliedern der Eintracht Der Sozialdemokrat, die offizielle Parteizeitung der SAP, herausgegeben und ins Deutsche Reich geschmuggelt.
Der Verein war ab deren Gründung eng mit der Sozialdemokratischen Partei der Stadt Zürich verbunden. Innerhalb der Sozialdemokratie war die Eintracht ein bedeutender linker Männerbund («Einträchtler»), in welchem dem Alkohol- und Zigaretten-Konsum gefrönt wurde. Zahlreiche sozialistische Führer wie Trotzki, Lenin, Bernstein, Bebel oder Liebknecht waren während ihrer Schweizer Exilzeit Mitglied der «Eintracht» und organisierten unter ihrem Dach öffentliche Anlässe.
Bis zum Ausbruch des Ersten Weltkrieges entwickelte sich die Eintracht von einem Bildungs- und Singverein zu einem sozialistischen Kampfverein, dessen Basis vor allem aus gelernten deutschen Handwerkern bestand. Neben der grossen deutschen Basis übten auch russische Sozialisten ab den 1860er-Jahren Einfluss im Verein Eintracht aus. Fabrikarbeiter, Schweizer und Frauen blieben eine klare Minderheit.
1916 wurde die «Eintracht» aufgelöst und in die Sozialdemokratische Partei (SP) der Stadt Zürich integriert. Die Gründe waren der Mitgliederschwund durch die im Ersten Weltkrieg in ihre Heimatländer zurückkehrenden Genossen, interne Konflikte um die Ausrichtung sowie Fusionsbestrebungen von Seiten der SP der Stadt Zürich. Der Vereinspräsident Mieczyslaw Brónski beendete die Auflösungsversammlung mit den Worten: «Der Arbeiterbildungsverein Eintracht hat seine historische Mission erfüllt. Geht in eure Wohnquartiere, schliesst euch den sozialdemokratischen Kreisparteien an und arbeitet im gleichen Sinne weiter.»

## Bedeutung
Der Arbeiterverein «Eintracht» weist mit 76 Jahren Geschichte eine ausserordentlich lange Existenz auf. Daneben ist er mit seiner Gründung im Jahr 1840 einer der ältesten Arbeitervereine der Schweiz. Von 1840 bis 1916 bildete der Arbeiterverein «Eintracht» eines der Zentren der politischen Bildungsarbeit in Zürich. Von seiner Frühphase bis zu seiner Auflösung prägte der Verein die Entwicklung der schweizerischen Arbeiterbewegung mit.
Das Haus in der Altstadt Zürichs am Neumarkt 5 behielt auch nach der Auflösung des Vereins «Eintracht» seine Bedeutung für die Arbeiterbewegung und wurde zu einem historischen Erinnerungsort der internationalen Arbeiterbewegung der Schweiz. 1921 wurde in den Räumlichkeiten die Kommunistische Partei der Schweiz gegründet. 1928 feierte die Sozialdemokratische Partei der Stadt Zürich in dem Gebäude, das sie nach der Auflösung des Vereins übernommen hatte, ihren Wahlsieg bei den Stadtratswahlen. Seit 1966 befindet sich in dem Haus, das 1933 durch die Stadt Zürich erworben wurde, das Theater am Neumarkt.
Vier Gründungsmitglieder des Leservereins «Eintracht» dienten Gottfried Keller als Vorlage für die Protagonisten seiner Novelle „Das Fähnlein der sieben Aufrechten“.

## Prominente Mitglieder
- Leo Trotzki
- Wladimir Iljitsch Lenin
- August Bebel
- Eduard Bernstein
- Wilhelm Liebknecht
- Karl Kautsky
- Karl Bürkli